# Тернер, Эдвард, 6-й граф Уинтертон
Эдвард Тёрнер, 6-й граф Уинтертон (англ. Edward Turnour, 6th Earl Winterton; 4 апреля 1883 — 26 августа 1962) — ирландский пэр и британский политик. Он носил титул учтивости — виконт Тернер с 1883 по 1907 год. В течение 47 лет заседал в Палате общин Великобритании.

## Происхождение и образование
Родился 4 апреля 1883 года. Единственный сын Эдварда Тернера, 5-го графа Уинтертона (1837—1907), и леди Джорджианы Сьюзен Гамильтон (1841—1913), дочери Джеймса Гамильтона, 1-го герцога Аберкорна. Он получил образование в Итонском колледже и Нью-колледже Оксфордского университета.

## Политическая карьера
Эдвард Тернер заседал в Палате общин Великобритании Хоршэма (1904—1918), Хоршэма и Уортинга (1918—1945) и Хоршэма (1945—1951).
5 сентября 1907 года после смерти своего отца Эдвард Тернер унаследовал титулы 6-го графа Уинтертона (Пэрство Ирландии), 6-го виконта Тернера из Горта в графстве Голуэй (Пэрство Ирландии) и 6-го барона Уинтертона из Горта в графстве Голуэй (Пэрство Ирландии). Это были титулы в системе Пэрстве Ирландии, которое не лишало его права оставаться членом Палаты общин Великобритании.
Лорд Уинтетон участвовал в Первой мировой войне (1914—1918), где сражался в Галлиполи, Египте и Хиджазе. Он получил звание офицера Сассекских йоменов и офицера Императорского верблюжьего корпуса.
Будучи консерватором, граф Уинтертон занимал должности заместителя государственного секретаря Индии (1922—1924, 1924—1929) и члена Тайного совета Великобритании в 1924 году.
В правительстве Невилл Чемберлена лорд Уинтетон занимал посты канцлера герцогства Ланкастерского (1937—1939) и генерального казначея Великобритании (1939).
В июле 1938 года он возглавил британскую делегацию на Эвианской конференции, на которой обсуждалась проблема еврейских беженцев.
Лорд Уинтертон оставался членом парламента до 1951 года, когда он был депутатом с самым продолжительным непрерывным сроком службы. 15 февраля 1952 года ему был присвоен титул барона Тернера из Шиллингли в графстве Сассекс (Пэрство Соединённого королевства), что дало ему место в Палате лордов.

## Личная жизнь
28 февраля 1924 года лорд Уинтертон женился на достопочтенной Сесилии Монике Уилсон (6 июня 1902 — 9 ноября 1974), дочери Чарльза Уилсона, 2-го барона Нанбёрнхолма, и леди Марджори Сесилии Винн-Кэрингтон. Их брак был бездетным.
Лорд Уинтертон скончался в августе 1962 года в возрасте 79 лет. После его смерти титул барона Тернера в Пэрстве Соединённого королевства прервался. А все его ирландские титулы унаследовал его родственник, Рональд Чард Тернор, 7-й граф Уинтертон (1915—1991).